# سزار رومرو سامورا
سزار رومرو سامورا (اسپانیایی: César Romero Zamora‎؛ زادهٔ ۲ اوت ۱۹۸۹) یک بازیکن فوتبال اهل ایالات متحده آمریکا-مکزیک است.
این بازیکن سابقه بازی در تیم‌های باشگاهی پیونیک، واردار، چیواس یواس‌ای را نیز در کارنامه دارد.